# Đồi Rockpile

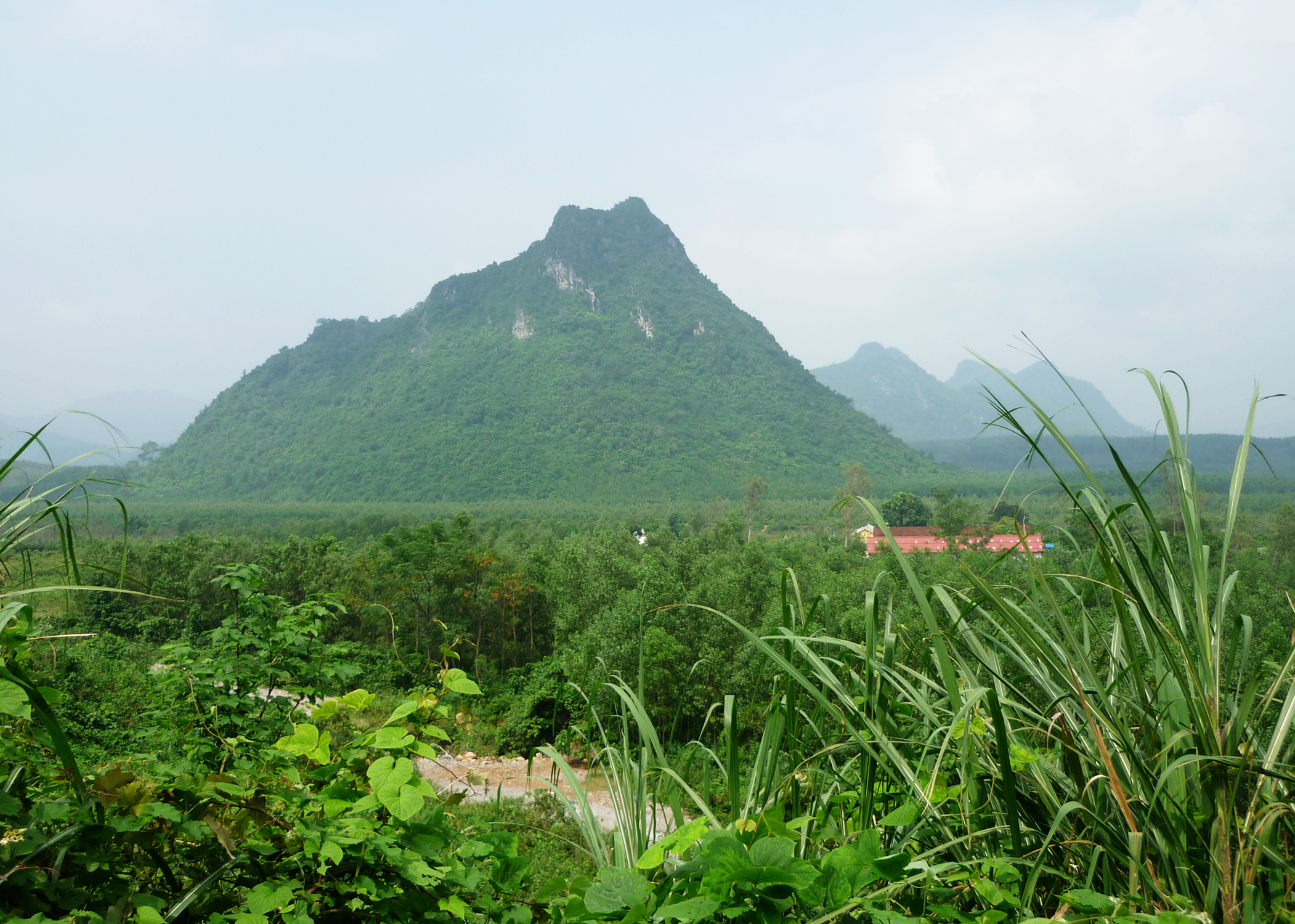
Đồi Rockpile hiện tại

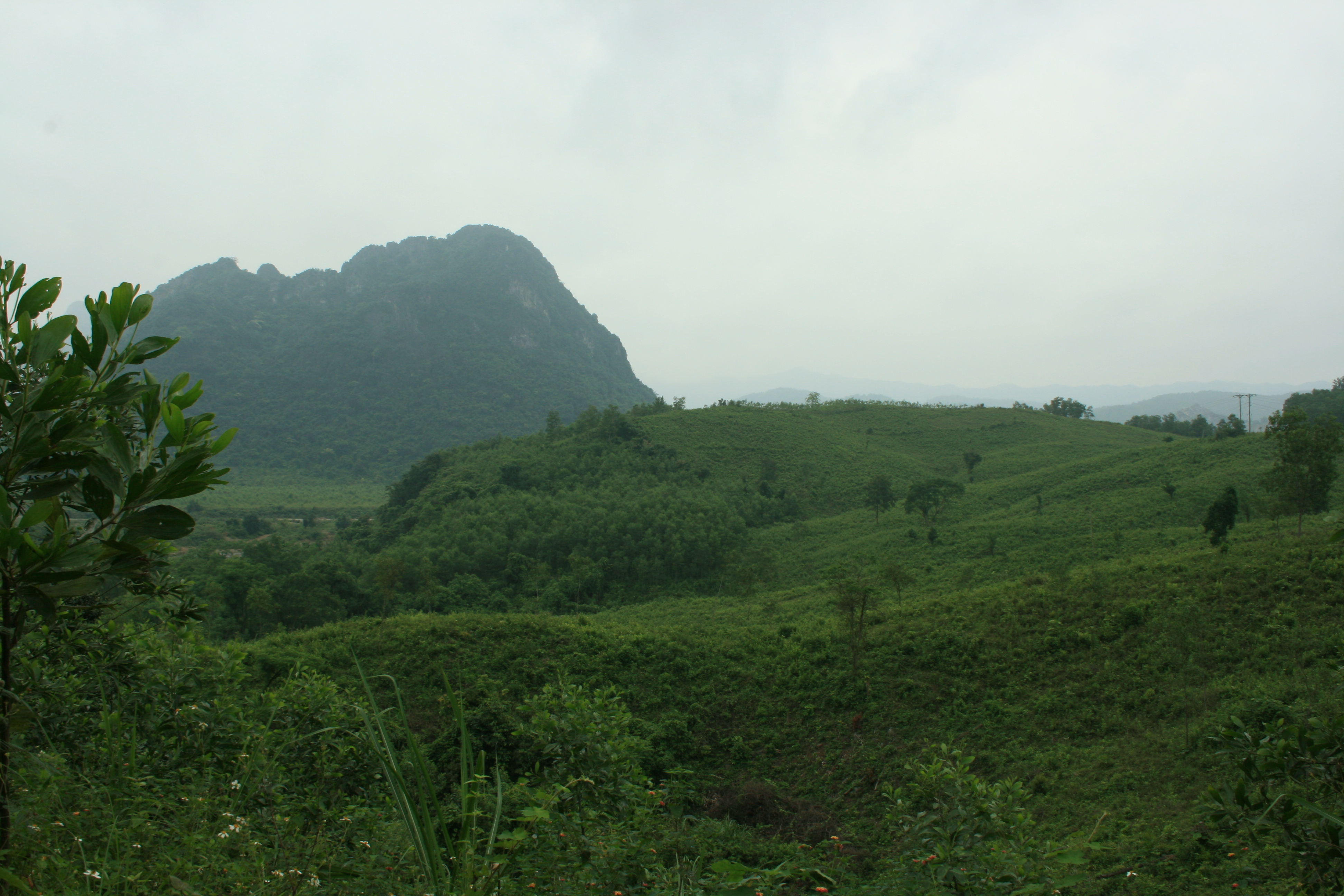

Đồi Rockpile, tên địa phương gọi là núi Một, là một núi đá gần thôn Thượng Lâm, xã Cam Thành, huyện Cam Lộ, tỉnh Quảng Trị. Trong Chiến tranh Việt Nam, ngọn núi được quân đội Hoa Kỳ dùng làm tháp canh để quan sát những hoạt động của Quân đội Nhân dân Việt Nam trong khu phi quân sự ở Quảng Trị từ năm 1966 đến 1968.

## Đặc điểm
Đồi Rockpile nằm trên đường 9, cách Đông Hà 29 km về phía Tây , cách cầu Đakrông 20 km về phía Đông, cách sông Bến Hải, cầu Hiền Lương khoảng 18 km tính theo đường chim bay.
Đồi Rockpile cao 230 m , không có đường lên xuống. Mọi tiếp liệu đến đó đều do máy bay trực thăng mang đến, thậm chí lính Mỹ dùng nước từ trực thăng phun xuống để tắm. Quần áo dơ được gom lại trước khi chuyển đến Philippines để giặt.

## Điểm du lịch
Đồi Rockpile là một trong những điểm đến quan trọng trong tuyến du lịch DMZ  nổi tiếng ở Quảng Trị, thu hút nhiều du khách quốc tế, đặc biệt là cựu chiến binh Mỹ.